# دنی پینتاورو
دنی پینتاورو (انگلیسی: Danny Pintauro؛ زادهٔ ۶ ژانویهٔ ۱۹۷۶) یک هنرپیشه اهل ایالات متحده آمریکا است.